# ريمون ديكاري
ريمون ديكاري (1891-1973) (بالإنجليزية: Raymond Decary)‏ هو عالم نبات فرنسي. ولد بميري سور سان (فرنسا) عام 1891 وتوفي عام 1973 بباريس.